# 佐々木能理男
佐々木 能理男（ささき のりお、1902年10月28日 - 1972年1月4日）は、日本の映画評論家。
宮城県生まれ。東京帝国大学法学部卒、1929年『映画評論』編集部に入り、映画評論で活躍。戦時中はナチスの本を多く訳し、カール・ハウスホーファーの『日本』も翻訳した。戦後は不遇で、晩年は東宝の嘱託として著作権問題などを研究した。

## 著書
- 『ナチスの文化体制』（矢貴書店） 1941
- 『映画の話』（成城国文学会、文芸読本） 1949
- 『著作権論集』（佐々木徹太郎） 1973

## 共編著
- 『前衛映画芸術論』（飯島正共著、天人社、新芸術論システム） 1930
- 『発声映画監督と脚本論』（編、往来社） 1931
- 『映画芸術研究 第3輯』（編、芸術社） 1933
- 『意志の勝利』（筈見恒夫共著、青山書院） 1942
- 『産業青年の書』（田中令三共編、健文社） 1943

## 翻訳
- 『映画監督と映画脚本論』（ヴェ・プドーフキン、往来社、映画叢書） 1930
- 『戦争』（ルートヴィッヒ・レン、世界社） 1930
- 『映画美学と映画社会学』（ベエロ・ボラージュ、往来社、映画科学研究叢書） 1932
- 『映画の弁証法』（エイゼンシユテイン、往来社） 1932
  - 『映画の弁証法』（セルゲイ・エイゼンシュテイン、角川文庫） 1953 ISBN 978-4-04-310901-2
- 『映画文化の精神』（フイリツプ・ミラー、往来社、映画科学研究叢書） 1933
- 『芸術としての映画』（ルドルフ・アルンハイム、往来社、映画科学研究叢書） 1933
- 『純粋芸術としての映画』（フィヨドル・スチェパン、芸術社） 1935
- 『映画の文法 映画技巧の分析 』（レイモンド・スポティスウッド 映画評論社 1936
- 『プドフキン映画創作論』（映画評論社出版部） 1936
- 『シナリオ講話』（フランセス・マリオン、芸術社） 1938.4
- 『戦時下独逸映画の動向』（ドイツ文化資料社編、青山敏美共訳、新東亜協会） 1941
- 『勝利の日記』（ゲッベルス、第一書房） 1941
- 『独逸映画を如何に学ぶべきか』（ドイツ文化資料社編、柴田隆二共訳、青山書院、独逸の映画体制貴重資料の集成） 1942
- 『日本』（ハウスホーファー、第一書房） 1943
- 『世界観と政治』（ヴァルター・シュルツ=ゼルデ、日月書院） 1943
- 『ミュージックビジネス』（シドニー・シメル, エム・ウイリアム・クラシロフスキー、著作権資料協会） 1968

## 参考
- 『日本近代文学大事典』